# Pobiedziska
Pobiedziska é um município da Polônia, na voivodia da Grande Polônia e no condado de Poznań. Estende-se por uma área de 8,96 km², com 9 123 habitantes, segundo os censos de 2016, com uma densidade de 890,9 hab/km².